# Međuopćinska nogometna liga Daruvar – Pakrac – Grubišno Polje 1982./83.
Međuopćinska nogometna liga Daruvar – Pakrac – Grubišno Polje je bila liga šestog stupnja nogometnog prvenstva Jugoslavije u sezoni 1982./83. 

Sudjelovalo je 12 klubova, a prvak je bio klub "Bilogorac" iz Grubišnog Polja. 

## Sustav natjecanja
12 klubova je igralo dvokružnu ligu (22 kola). 

## Ljestvica
| mj. | klub                       | ut. | pob | ner | por | gol+ | gol- | bod |
| --- | -------------------------- | --- | --- | --- | --- | ---- | ---- | --- |
| 1.  | Bilogorac Grubišno Polje   | 22  | 17  | 3   | 2   | 61   | 35   | 37  |
| 2.  | Slavonac Lipik             | 22  | 15  | 5   | 2   | 75   | 27   | 35  |
| 3.  | Begovača Šeovica           | 22  | 10  | 6   | 6   | 52   | 38   | 26  |
| 4.  | Ribar Končanica            | 22  | 10  | 5   | 7   | 71   | 29   | 25  |
| 5.  | Dinamo Dežanovac           | 22  | 9   | 7   | 6   | 52   | 37   | 25  |
| 6.  | Partizan Donji Grahovljani | 22  | 8   | 6   | 8   | 32   | 37   | 22  |
| 7.  | Bilogora Dapčevićki Brđani | 22  | 8   | 6   | 8   | 38   | 57   | 22  |
| 8.  | Kamen Sirač                | 22  | 7   | 4   | 11  | 45   | 45   | 18  |
| 9.  | Radnik Veliki Grđevac      | 22  | 7   | 3   | 12  | 38   | 48   | 17  |
| 10. | Ilova Blagorodovac         | 22  | 5   | 7   | 10  | 37   | 57   | 17  |
| 11. | Dinamo Badljevina          | 22  | 6   | 3   | 13  | 43   | 56   | 15  |
| 12. | Slavonija Prekopakra       | 22  | 2   | 1   | 19  | 14   | 90   | 5   |

## Rezultatska križaljka
| kratica | klub                       | BEG | BIL | BILC | DINB | DIND | ILO | KAM | PAR | RAD | SLAA | SLAI | RIB |
| --- | -------------------------- | --- | --- | ---- | ---- | ---- | --- | --- | --- | --- | ---- | ---- | --- |
| BEG | Begovača Šeovica           |     |     |      |      |      |     |     |     |     |      |      |     |
| BIL | Bilogora Dapčevićki Brđani |     |     |      |      |      |     |     |     |     |      |      |     |
| BILC | Bilogorac Grubišno Polje   |     |     |      |      |      |     |     |     |     |      |      |     |
| DINB | Dinamo Badljevina          |     |     |      |      |      |     |     |     |     |      |      |     |
| DIND | Dinamo Dežanovac           |     |     |      |      |      |     |     |     |     |      |      |     |
| ILO | Ilova Blagorodovac         |     |     |      |      |      |     |     |     |     |      |      |     |
| KAM | Kamen Sirač                |     |     |      |      |      |     |     |     |     |      |      |     |
| PAR | Partizan Donji Grahovljani |     |     |      |      |      |     |     |     |     |      |      |     |
| RAD | Radnik Veliki Grđevac      |     |     |      |      |      |     |     |     |     |      |      |     |
| SLAA | Slavonac Lipik             |     |     |      |      |      |     |     |     |     |      |      |     |
| SLAI | Slavonija Prekopakra       |     |     |      |      |      |     |     |     |     |      |      |     |
| RIB | Ribar Končanica            |     |     |      |      |      |     |     |     |     |      |      |     |
| |                            |     |     |      |      |      |     |     |     |     |      |      |     |
| podebljan rezultat - utakmice od 1. do 11. kola (1. utakmica između klubova) rezultat normalne debljine - utakmice od 12. do 22. kola (2. utakmica između klubova) rezultat nakošen - nije vidljiv redoslijed odigravanja međusobnih utakmica iz dostupnih izvora rezultat smanjen * - iz dostupnih izvora nije uočljiv domaćin susreta prekrižen rezultat - poništena ili brisana utakmica p - utakmica prekinuta 3:0 p.f. / 0:3 p.f. - rezultat 3:0 bez borbe n.i. - nije igrano |                            |     |     |      |      |      |     |     |     |     |      |      |     |

 Izvori: